# NBA All-Star Game 2020
Le NBA All-Star Game 2020 est la 69e édition du NBA All-Star Game.
Il se déroule le 16 février 2020 au United Center à Chicago, siège des Bulls de Chicago. C'est la troisième fois que la ville de Chicago accueille le NBA All-Star Game, les anciennes éditions se sont déroulées en 1973 et 1988. L'événement est télévisé aux États-Unis pour la 18e fois.

## Changement du format
Pour cette édition du All-Star Game, en lien avec la disparition de Kobe Bryant, la NBA a décidé de revoir le format du match.
En effet, sur cette édition, il ne s'agit pas d'un match ordinaire, comme les années précédentes. Le score est mis à zéro à chaque début de quart-temps. De plus, le vainqueur de chaque période remporte 100 000 dollars de dons pour l’association de Chicago de son choix. Puis, au terme du troisième quart-temps, les scores de chaque équipe sont cumulés. Le vainqueur du match est alors désigné lorsqu’une équipe atteint le score de celle qui se trouvait en tête avant le début du quatrième quart-temps, auquel on ajoute 24 points en hommage à Kobe Bryant.
Pour donner un exemple, si le score est de 116-110, l'équipe vainqueur est la première à atteindre les 140 points, puisque l'on prend les 116 points de la première équipe auxquels on ajoute 24. Ce qui signifie que le dernier quart-temps n'a pas de limite de temps.

## Votes des fans

### Système de vote
Le vote pour le All-Star Game 2020 a débuté le 25 décembre 2019, jusqu’au Martin Luther King Day, le 20 janvier 2020. Cette saison, les titulaires sont de nouveau choisi par trois comités : les fans, médias et joueurs. La répartition des votes se fait de la manière suivante, concernant les titulaires des deux équipes : 50% des votes des fans, 25% des votes des médias et 25% des votes des joueurs. Ainsi, les fans ont eu l'occasion de voter tous les jours pour deux joueurs extérieurs et trois joueurs intérieurs dans chaque conférence.
Des checkpoints détaillés ont été réalisés le 2 janvier, le 9 janvier et le 16 janvier. La NBA a également remis au goût du jour les «2-for-1 days», c'est-à-dire que pendant cinq jours, les votes compteront double ; il s'agissait des 2 et 3 janvier puis le 6 janvier, le 10 janvier et pour finir le 20 janvier.

### Choix des fans
La NBA a révélé le résultat final des votes ainsi que les noms des deux capitaines le 23 janvier 2020.

#### Conférence Est
| #  | Joueur (équipe)                      | Nombre de votes |
| -- | ------------------------------------ | --------------- |
| 1  | Trae Young (Hawks d'Atlanta)         | 2 829 969       |
| 2  | Kyrie Irving (Nets de Brooklyn)      | 2 426 946       |
| 3  | Kemba Walker (Celtics de Boston)     | 2 309 416       |
| 4  | Derrick Rose (Pistons de Détroit)    | 1 891 732       |
| 5  | Zach LaVine (Bulls de Chicago)       | 1 218 280       |
| 6  | Kyle Lowry (Raptors de Toronto)      | 1 199 518       |
| 7  | Jaylen Brown (Celtics de Boston)     | 912 166         |
| 8  | Ben Simmons (76ers de Philadelphie)  | 824 128         |
| 9  | Bradley Beal (Wizards de Washington) | 805 276         |
| 10 | Fred VanVleet (Raptors de Toronto)   | 797 196         |

| #  | Joueur (équipe)                            | Nombre de votes |
| -- | ------------------------------------------ | --------------- |
| 1  | Giánnis Antetokoúnmpo (Bucks de Milwaukee) | 5 902 286       |
| 2  | Pascal Siakam (Raptors de Toronto)         | 3 293 494       |
| 3  | Joel Embiid (76ers de Philadelphie)        | 3 110 185       |
| 4  | Jimmy Butler (Heat de Miami)               | 2 784 717       |
| 5  | Jayson Tatum (Celtics de Boston)           | 2 177 910       |
| 6  | Tacko Fall (Celtics de Boston)             | 947 378         |
| 7  | Bam Adebayo (Heat de Miami)                | 718 240         |
| 8  | Domantas Sabonis (Pacers de l'Indiana)     | 564 027         |
| 9  | Gordon Hayward (Celtics de Boston)         | 516 703         |
| 10 | Andre Drummond (Pistons de Détroit)        | 428 418         |

#### Conférence Ouest
| #  | Joueur (équipe)                             | Nombre de votes |
| -- | ------------------------------------------- | --------------- |
| 1  | Luka Dončić (Mavericks de Dallas)           | 6 111 735       |
| 2  | James Harden (Rockets de Houston)           | 3 751 362       |
| 3  | Damian Lillard (Trail Blazers de Portland)  | 1 337 540       |
| 4  | Alex Caruso (Lakers de Los Angeles)         | 1 284 932       |
| 5  | Russell Westbrook (Rockets de Houston)      | 1 094 254       |
| 6  | Stephen Curry (Warriors de Golden State)    | 1 043 882       |
| 7  | Donovan Mitchell (Jazz de l'Utah)           | 928 911         |
| 8  | Devin Booker (Suns de Phoenix)              | 811 479         |
| 9  | Ja Morant (Grizzlies de Memphis)            | 629 473         |
| 10 | D'Angelo Russell (Warriors de Golden State) | 619 298         |

| #  | Joueur (équipe)                                  | Nombre de votes |
| -- | ------------------------------------------------ | --------------- |
| 1  | LeBron James (Lakers de Los Angeles)             | 6 275 459       |
| 2  | Anthony Davis (Lakers de Los Angeles)            | 5 813 769       |
| 3  | Kawhi Leonard (Clippers de Los Angeles)          | 3 917 190       |
| 4  | Paul George (Clippers de Los Angeles)            | 1 505 691       |
| 5  | Nikola Jokić (Nuggets de Denver)                 | 1 232 979       |
| 6  | Carmelo Anthony (Trail Blazers de Portland)      | 1 058 543       |
| 7  | Kristaps Porziņģis (Mavericks de Dallas)         | 1 029 403       |
| 8  | Brandon Ingram (Pelicans de La Nouvelle-Orléans) | 1 015 453       |
| 9  | / Karl-Anthony Towns (Timberwolves du Minnesota) | 960 600         |
| 10 | Dwight Howard (Lakers de Los Angeles)            | 948 368         |

## Sélection des titulaires
Une note pondérée est finalement calculée afin de déterminer les titulaires de la conférence, les notes au plus proche de 1 peuvent permettre au joueur d'être élu titulaire,.
Le joueur ayant reçu le plus de votes des fans, parmi les titulaires, est capitaine pour une des deux équipes.

### Conférence Est
| * | Sélectionné en tant que titulaire          |
| C | Sélectionné en tant que capitaine d'équipe |

| #  | Joueur (équipe)                      | Classement des fans | Classement des joueurs | Classement des médias | Score pondéré |
| -- | ------------------------------------ | ------------------- | ---------------------- | --------------------- | ------------- |
| 1  | Trae Young (Hawks d'Atlanta)*        | 1                   | 3                      | 2                     | 1,75          |
| 2  | Kemba Walker (Celtics de Boston)*    | 3                   | 1                      | 1                     | 2,00          |
| 3  | Kyrie Irving (Nets de Brooklyn)      | 2                   | 6                      | 6                     | 4,00          |
| 4  | Derrick Rose (Pistons de Détroit)    | 4                   | 7                      | 6                     | 5,25          |
| 5  | Kyle Lowry (Raptors de Toronto)      | 6                   | 5                      | 4                     | 5,25          |
| 6  | Zach LaVine (Bulls de Chicago)       | 5                   | 7                      | 6                     | 5,75          |
| 7  | Ben Simmons (76ers de Philadelphie)  | 8                   | 4                      | 3                     | 5,75          |
| 8  | Bradley Beal (Wizards de Washington) | 9                   | 2                      | 5                     | 6,25          |
| 9  | Jaylen Brown (Celtics de Boston)     | 7                   | 13                     | 11                    | 9,50          |
| 10 | Spencer Dinwiddie (Nets de Brooklyn) | 12                  | 9                      | 6                     | 9,75          |

| #  | Joueur (équipe)                              | Classement des fans | Classement des joueurs | Classement des médias | Score pondéré |
| -- | -------------------------------------------- | ------------------- | ---------------------- | --------------------- | ------------- |
| 1  | Giánnis Antetokoúnmpo (Bucks de Milwaukee) C | 1                   | 1                      | 1                     | 1,00          |
| 2  | Joel Embiid (76ers de Philadelphie)*         | 3                   | 2                      | 2                     | 2,50          |
| 3  | Pascal Siakam (Raptors de Toronto)*          | 2                   | 3                      | 4                     | 2,75          |
| 4  | Jimmy Butler (Heat de Miami)                 | 4                   | 6                      | 3                     | 4,25          |
| 5  | Jayson Tatum (Celtics de Boston)             | 5                   | 5                      | 7                     | 5,50          |
| 6  | Bam Adebayo (Heat de Miami)                  | 7                   | 4                      | 5                     | 5,75          |
| 7  | Domantas Sabonis (Pacers de l'Indiana)       | 8                   | 7                      | 6                     | 7,25          |
| 8  | Andre Drummond (Pistons de Détroit)          | 10                  | 8                      | 7                     | 8,75          |
| 9  | Tacko Fall (Celtics de Boston)               | 6                   | 21                     | 7                     | 10,00         |
| 10 | Khris Middleton (Bucks de Milwaukee)         | 11                  | 11                     | 7                     | 10,00         |

### Conférence Ouest
| * | Sélectionné en tant que titulaire          |
| C | Sélectionné en tant que capitaine d'équipe |

| #  | Joueur (équipe)                             | Classement des fans | Classement des joueurs | Classement des médias | Score pondéré |
| -- | ------------------------------------------- | ------------------- | ---------------------- | --------------------- | ------------- |
| 1  | Luka Dončić (Mavericks de Dallas)*          | 1                   | 1                      | 1                     | 1,00          |
| 2  | James Harden (Rockets de Houston)*          | 2                   | 2                      | 2                     | 2,00          |
| 3  | Damian Lillard (Trail Blazers de Portland)  | 3                   | 3                      | 3                     | 3,00          |
| 4  | Russell Westbrook (Rockets de Houston)      | 5                   | 5                      | 4                     | 4,75          |
| 5  | Donovan Mitchell (Jazz de l'Utah)           | 7                   | 6                      | 4                     | 6,00          |
| 6  | Devin Booker (Suns de Phoenix)              | 8                   | 4                      | 4                     | 6,00          |
| 7  | Ja Morant (Grizzlies de Memphis)            | 9                   | 7                      | 4                     | 7,25          |
| 8  | Chris Paul (Thunder d'Oklahoma City)        | 11                  | 9                      | 4                     | 8,75          |
| 9  | D'Angelo Russell (Warriors de Golden State) | 10                  | 12                     | 4                     | 9,00          |
| 10 | Stephen Curry (Warriors de Golden State)    | 6                   | 21                     | 4                     | 9,25          |

| #  | Joueur (équipe)                                  | Classement des fans | Classement des joueurs | Classement des médias | Score pondéré |
| -- | ------------------------------------------------ | ------------------- | ---------------------- | --------------------- | ------------- |
| 1  | LeBron James (Lakers de Los Angeles) C           | 1                   | 1                      | 1                     | 1,00          |
| 2  | Anthony Davis (Lakers de Los Angeles)*           | 2                   | 2                      | 2                     | 2,00          |
| 3  | Kawhi Leonard (Clippers de Los Angeles)*         | 3                   | 3                      | 3                     | 3,00          |
| 4  | Nikola Jokić (Nuggets de Denver)                 | 5                   | 4                      | 4                     | 4,50          |
| 5  | Paul George (Clippers de Los Angeles)            | 4                   | 5                      | 7                     | 5,00          |
| 6  | Carmelo Anthony (Trail Blazers de Portland)      | 6                   | 7                      | 8                     | 6,75          |
| 7  | Brandon Ingram (Pelicans de La Nouvelle-Orléans) | 8                   | 6                      | 6                     | 7,00          |
| 8  | Kristaps Porziņģis (Mavericks de Dallas)         | 7                   | 11                     | 8                     | 8,25          |
| 9  | Rudy Gobert (Jazz de l'Utah)                     | 11                  | 9                      | 5                     | 9,00          |
| 10 | / Karl-Anthony Towns (Timberwolves du Minnesota) | 9                   | 13                     | 8                     | 9,75          |

## Sélection des remplaçants
Les entraîneurs de chaque conférence vont désigner 7 remplaçants par conférence, qui seront dévoilés le 30 janvier,.
| Joueur           | Équipe                |
| ---------------- | --------------------- |
| Bam Adebayo      | Heat de Miami         |
| Jimmy Butler     | Heat de Miami         |
| Kyle Lowry       | Raptors de Toronto    |
| Khris Middleton  | Bucks de Milwaukee    |
| Domantas Sabonis | Pacers de l'Indiana   |
| Ben Simmons      | 76ers de Philadelphie |
| Jayson Tatum     | Celtics de Boston     |

| Joueur            | Équipe                          |
| ----------------- | ------------------------------- |
| Rudy Gobert       | Jazz de l'Utah                  |
| Brandon Ingram    | Pelicans de La Nouvelle-Orléans |
| Nikola Jokić      | Nuggets de Denver               |
| Damian Lillard    | Trail Blazers de Portland       |
| Donovan Mitchell  | Jazz de l'Utah                  |
| Chris Paul        | Thunder d'Oklahoma City         |
| Russell Westbrook | Rockets de Houston              |

## Entraîneurs

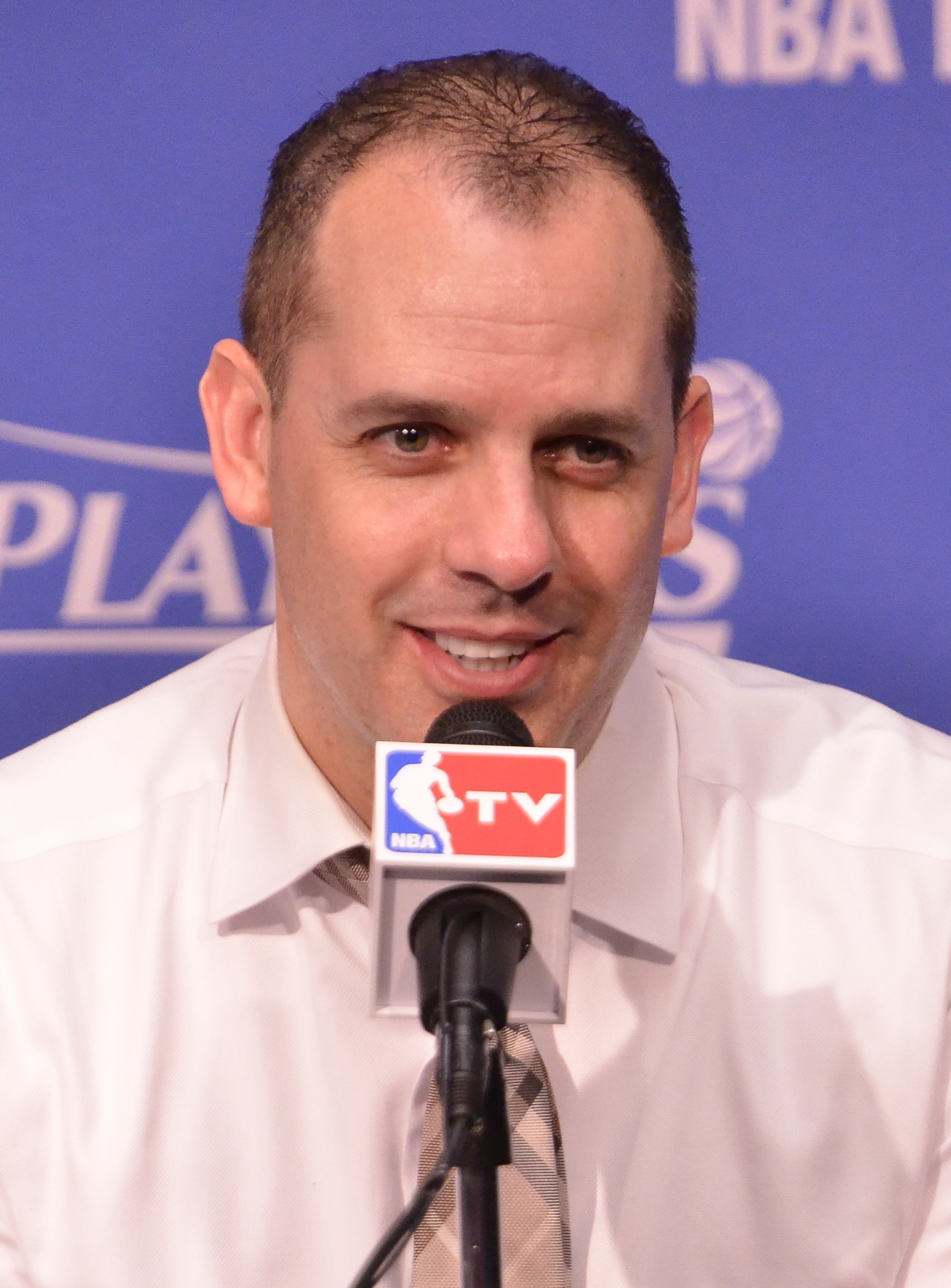
Frank Vogel avec les Indiana Pacers

Frank Vogel, entraîneur des Lakers de Los Angeles est choisi pour entraîner la Team LeBron.
Nick Nurse, entraîneur des Raptors de Toronto est choisi pour entraîner la Team Giannis.

## Composition des équipes
La composition des équipes est dévoilée le 6 février, où se tient la draft avec les deux capitaines, en effet les joueurs des deux conférences seront mélangés.
Cette saison, il y a à nouveau une Team Giannis et Team LeBron. Cette année, en hommage à Kobe Bryant et sa fille Gianna, la Team Giannis porte le numéro 24 en l'honneur du Black Mamba, et la Team LeBron porte la numéro 2, qui fut porté par Gianna.
| * | Sélectionné en tant que titulaire          |
| C | Sélectionné en tant que capitaine d'équipe |

| Joueur                                       | Équipe                          | Participation |
| -------------------------------------------- | ------------------------------- | ------------- |
| Giánnis Antetokoúnmpo C                      | Bucks de Milwaukee              | 4e            |
| Joel Embiid                                  | 76ers de Philadelphie           | 3e            |
| Pascal Siakam                                | Raptors de Toronto              | 1re           |
| Kemba Walker                                 | Celtics de Boston               | 4e            |
| Trae Young                                   | Hawks d'Atlanta                 | 1re           |
| Khris Middleton                              | Bucks de Milwaukee              | 2e            |
| Bam Adebayo                                  | Heat de Miami                   | 1re           |
| Rudy Gobert                                  | Jazz de l'Utah                  | 1re           |
| Jimmy Butler                                 | Heat de Miami                   | 5e            |
| Kyle Lowry                                   | Raptors de Toronto              | 6e            |
| Brandon Ingram                               | Pelicans de La Nouvelle-Orléans | 1re           |
| Donovan Mitchell                             | Jazz de l'Utah                  | 1re           |
| Entraîneur : Nick Nurse (Raptors de Toronto) |                                 |               |

|                                  | maillot Maillot de laTeam Giannis · maillot Maillot de laTeam Giannis |  |
| Maillot de laTeam Giannis shorts |                                                                       |  |
|                                  |                                                                       |  |
| Maillot de la Team Giannis       |                                                                       |  |

| Joueur                                           | Équipe                    | Participation |
| ------------------------------------------------ | ------------------------- | ------------- |
| LeBron James C                                   | Lakers de Los Angeles     | 16e           |
| Anthony Davis                                    | Lakers de Los Angeles     | 7e            |
| Kawhi Leonard                                    | Clippers de Los Angeles   | 4e            |
| Luka Dončić                                      | Mavericks de Dallas       | 1re           |
| James Harden                                     | Rockets de Houston        | 8e            |
| Damian Lillard 1                                 | Trail Blazers de Portland | 5e            |
| Ben Simmons                                      | 76ers de Philadelphie     | 2e            |
| Nikola Jokić                                     | Nuggets de Denver         | 2e            |
| Jayson Tatum                                     | Celtics de Boston         | 1re           |
| Chris Paul                                       | Thunder d'Oklahoma City   | 10e           |
| Russell Westbrook                                | Rockets de Houston        | 9e            |
| Domantas Sabonis                                 | Pacers de l'Indiana       | 1re           |
| Devin Booker 1                                   | Suns de Phoenix           | 1re           |
| Entraîneur : Frank Vogel (Lakers de Los Angeles) |                           |               |

|                                 | maillot Maillot de laTeam LeBron · maillot Maillot de laTeam LeBron |  |
| Maillot de laTeam LeBron shorts |                                                                     |  |
|                                 |                                                                     |  |
| Maillot de la Team LeBron       |                                                                     |  |

1 : Devin Booker remplace Damian Lillard, blessé.

## Match
| 16 février 2020 20h00 | Rapport | Team Giannis 155, Team LeBron 157                                  | Team Giannis 155, Team LeBron 157 | Team Giannis 155, Team LeBron 157                   |  | United Center, Chicago |
| 16 février 2020 20h00 | Rapport | Score par quart-temps : 41-53, 51-30, 41-41, 22-33                 |                                   |                                                     |  | United Center, Chicago |
| 16 février 2020 20h00 | Rapport | Score par mi-temps : 92-83, 63-74                                  |                                   |                                                     |  | United Center, Chicago |
| 16 février 2020 20h00 | Rapport | Giánnis Antetokoúnmpo, 25 Antetokoúnmpo, Gobert, 11 Trae Young, 10 | Points Rebonds Passes d.          | Kawhi Leonard, 30 Anthony Davis, 9 Trois joueurs, 6 |  | United Center, Chicago |

MVP : Kawhi Leonard

## All-Star Week-End
Evénement notable pour cette édition pour la première fois de l'histoire en NBA, un joueur, en la personne de Damian Lillard, va se muer en tant que chanteur entre les différents concours organisés.

### Celebrity Game
Le Celebrity Game (match des célébrités) se déroule chaque année pendant le All-Star Week-End. Il oppose des stars américaines ou étrangères telles que des joueuses WNBA, des chanteurs, des comédiens ou des acteurs.
| Joueur                                            | Statut                                |
| ------------------------------------------------- | ------------------------------------- |
| Ronnie 2K                                         | Directeur marketing de 2K Sports      |
| Anthony Adams                                     | Acteur                                |
| Taylor Bennett                                    | Rappeur                               |
| LaRoyce Hawkins                                   | Acteur                                |
| Lil Rel Howery                                    | Acteur                                |
| Marc Lasry                                        | Copropriétaire des Bucks de Milwaukee |
| Darius Miles                                      | Ancien joueur NBA                     |
| Katelyn Ohashi                                    | Gymnaste                              |
| Quavo                                             | Rappeur                               |
| Chance the Rapper                                 | Rappeur                               |
| A'ja Wilson                                       | Joueurs WNBA                          |
| Entraîneur : Stephen A. Smith (Commentateur ESPN) |                                       |
| Assistant : Guy Fieri (Grand restaurateur)        |                                       |

| Joueur                                          | Statut            |
| ----------------------------------------------- | ----------------- |
| Chef José Andrés                                | Cuisinier         |
| Jon Batiste                                     | Musicien          |
| Kane Brown                                      | Chanteur          |
| Bad Bunny                                       | Chanteur          |
| Hannibal Buress                                 | Acteur            |
| Common                                          | Rappeur           |
| Chelsea Gray                                    | Joueurs WNBA      |
| Jidenna                                         | Chanteur          |
| Famous Los                                      | Comédien          |
| Alex Moffat                                     | Acteur            |
| Quentin Richardson                              | Ancien joueur NBA |
| Entraîneur : Michael Wilbon (Commentateur ESPN) |                   |
| Assistant : Jesse Williams (Acteur)             |                   |

| 14 février 2020 |  | Team Michael Wilbon 62, Team Stephen A. Smith 47 | Team Michael Wilbon 62, Team Stephen A. Smith 47 | Team Michael Wilbon 62, Team Stephen A. Smith 47 |  | Wintrust Arena, Chicago |

### Rising Stars Challenge
Le Rising Stars Challenge oppose uniquement des joueurs rookies et sophomores de la ligue. Auparavant, les joueurs de première année étaient opposés à ceux de deuxième année. Depuis quelques années, l'opposition est faite entre les joueurs américains (Team USA) et les joueurs internationaux (Team World).
| Poste        | Joueur               | Nat | Équipe                          | Rookie / Sophomore |
| ------------ | -------------------- | --- | ------------------------------- | ------------------ |
| C            | Wendell Carter Jr. ¹ |     | Bulls de Chicago                | Sophomore          |
| G            | Devonte' Graham      |     | Hornets de Charlotte            | Sophomore          |
| G            | Tyler Herro 2        |     | Heat de Miami                   | Rookie             |
| G            | Ja Morant            |     | Grizzlies de Memphis            | Rookie             |
| G            | Kendrick Nunn        |     | Heat de Miami                   | Rookie             |
| G            | Collin Sexton 2      |     | Cavaliers de Cleveland          | Sophomore          |
| G            | Trae Young           |     | Hawks d'Atlanta                 | Sophomore          |
| F            | Miles Bridges        |     | Hornets de Charlotte            | Sophomore          |
| F            | Jaren Jackson Jr.    |     | Grizzlies de Memphis            | Sophomore          |
| F            | Eric Paschall        |     | Warriors de Golden State        | Rookie             |
| F            | P. J. Washington     |     | Hornets de Charlotte            | Rookie             |
| F            | Zion Williamson ¹    |     | Pelicans de La Nouvelle-Orléans | Rookie             |
| Entraîneur : |                      |     |                                 |                    |

| Poste        | Joueur                   | Nat | Équipe                          | Rookie / Sophomore |
| ------------ | ------------------------ | --- | ------------------------------- | ------------------ |
| G            | Nickeil Alexander-Walker |     | Pelicans de La Nouvelle-Orléans | Rookie             |
| G            | Shai Gilgeous-Alexander  |     | Thunder d'Oklahoma City         | Sophomore          |
| G            | Josh Okogie              |     | Timberwolves du Minnesota       | Sophomore          |
| G/F          | R. J. Barrett            |     | Knicks de New York              | Rookie             |
| G/F          | Luka Dončić              |     | Mavericks de Dallas             | Sophomore          |
| G/F          | Sviatoslav Mykhaïliouk   |     | Pistons de Détroit              | Sophomore          |
| F            | Brandon Clarke           |     | Grizzlies de Memphis            | Rookie             |
| F            | Rui Hachimura            |     | Wizards de Washington           | Rookie             |
| F            | Nicolò Melli 3           |     | Pelicans de La Nouvelle-Orléans | Rookie             |
| C            | DeAndre Ayton 3          |     | Suns de Phoenix                 | Sophomore          |
| C            | Moritz Wagner            |     | Wizards de Washington           | Sophomore          |
| Entraîneur : |                          |     |                                 |                    |

¹ : Zion Williamson remplace Wendell Carter Jr., blessé.
2 : Collin Sexton remplace Tyler Herro, blessé.
3 : Nicolò Melli remplace DeAndre Ayton, blessé.
| 14 février 2020 21h00 | Rapport | Team USA 151, Team World 131                         | Team USA 151, Team World 131 | Team USA 151, Team World 131                         |  | United Center, Chicago |
| 14 février 2020 21h00 | Rapport | Score par quart-temps : 30-39, 41-42, 44-24, 36-26   |                              |                                                      |  | United Center, Chicago |
| 14 février 2020 21h00 | Rapport | Score par mi-temps : 71-81, 80-50                    |                              |                                                      |  | United Center, Chicago |
| 14 février 2020 21h00 | Rapport | Eric Paschall, 23 Jaren Jackson Jr., 7 Trae Young, 7 | Points Rebonds Passes d.     | R. J. Barrett, 27 Brandon Clarke, 8 Trois joueurs, 5 |  | United Center, Chicago |

MVP : Miles Bridges

### Concours de dunk
Les participants au concours de dunk ont été dévoilés au fur et à mesure du mois de janvier jusqu'au All-Star Game. Les participants sont Dwight Howard, Derrick Jones Jr., Aaron Gordon et Pat Connaughton.
| Joueur            | Équipe                | Premier tour | Finale            |
| ----------------- | --------------------- | ------------ | ----------------- |
| Derrick Jones Jr. | Heat de Miami         | 96 (46+50)   | 198 (50+50+50+48) |
| Aaron Gordon      | Magic d'Orlando       | 100 (50+50)  | 197 (50+50+50+47) |
| Pat Connaughton   | Bucks de Milwaukee    | 95 (45+50)   | -                 |
| Dwight Howard     | Lakers de Los Angeles | 90 (41+49)   | -                 |

### Concours de tirs à trois points
Les participants au concours de tirs à trois points sont : Trae Young, Devin Booker (remplace Damian Lillard), Buddy Hield, Joe Harris, Duncan Robinson, Zach LaVine, Dāvis Bertāns et Devonte' Graham.
Cette année, une nouvelle règle fait son apparition. En plus des habituels 25 tirs à trois points repartis sur 5 spots de tirs (avec des tirs bonus), il y a 2 tirs longue distance que pourront prendre les participants. En effet, il s'agit de shoots à 9 m du panier, et chacun de ces tirs peut rapporter 3 points au joueur qui marque. Donc un total de 27 tirs à trois points seront pris par les joueurs, avec un score maximal de 40 points.
| Pos.        | Joueur          | Équipe                | Premier tour | Finale    |
| ----------- | --------------- | --------------------- | ------------ | --------- |
| Arrière     | Buddy Hield     | Kings de Sacramento   | 27 points    | 27 points |
| Arrière     | Devin Booker    | Suns de Phoenix       | 27 points    | 26 points |
| Ailier fort | Dāvis Bertāns   | Wizards de Washington | 26 points    | 22 points |
| Arrière     | Zach LaVine     | Bulls de Chicago      | 23 points    | -         |
| Arrière     | Joe Harris      | Nets de Brooklyn      | 22 points    | -         |
| Ailier      | Duncan Robinson | Heat de Miami         | 19 points    | -         |
| Meneur      | Devonte' Graham | Hornets de Charlotte  | 18 points    | -         |
| Meneur      | Trae Young      | Hawks d'Atlanta       | 15 points    | -         |

### Taco Bell Skills Challenge
Les participants pour cette édition 2020 sont : Bam Adebayo, Patrick Beverley, Spencer Dinwiddie, Khris Middleton, Shai Gilgeous-Alexander (remplace Derrick Rose), Domantas Sabonis, Pascal Siakam et Jayson Tatum (tenant du titre).
|  | Quarts de finale        | Quarts de finale |                 |   | Demi-finales | Demi-finales |  |  | Finale | Finale |
|  | Quarts de finale        | Quarts de finale |                 |   | Demi-finales | Demi-finales |  |  | Finale | Finale |
|  |                         |                  |                 |   |              |              |  |  |        |        |
|  |                         |                  |                 |   |              |              |  |  |        |        |
|  |                         |                  |                 |   |              |              |  |  |        |        |
|  | Spencer Dinwiddie       | L                |                 |   |              |              |  |  |        |        |
|  | Spencer Dinwiddie       | L                |                 |   |              |              |  |  |        |        |
|  | Bam Adebayo             | W                |                 |   |              |              |  |  |        |        |
|  | Bam Adebayo             | W                | Bam Adebayo     | W |              |              |  |  |        |        |
|  |                         |                  | Bam Adebayo     | W |              |              |  |  |        |        |
|  |                         | Pascal Siakam    | L               |   |              |              |  |  |        |        |
|  | Patrick Beverley        | Pascal Siakam    | L               | L |              |              |  |  |        |        |
|  | Patrick Beverley        |                  |                 | L |              |              |  |  |        |        |
|  | Pascal Siakam           | W                |                 |   |              |              |  |  |        |        |
|  | Pascal Siakam           | W                | Bam Adebayo     | W |              |              |  |  |        |        |
|  |                         |                  | Bam Adebayo     | W |              |              |  |  |        |        |
|  |                         | Domantas Sabonis | L               |   |              |              |  |  |        |        |
|  | Shai Gilgeous-Alexander | Domantas Sabonis | L               | L |              |              |  |  |        |        |
|  | Shai Gilgeous-Alexander |                  |                 | L |              |              |  |  |        |        |
|  | Khris Middleton         | W                |                 |   |              |              |  |  |        |        |
|  | Khris Middleton         | W                | Khris Middleton | L |              |              |  |  |        |        |
|  |                         |                  | Khris Middleton | L |              |              |  |  |        |        |
|  |                         | Domantas Sabonis | W               |   |              |              |  |  |        |        |
|  | Jayson Tatum            | Domantas Sabonis | W               | L |              |              |  |  |        |        |
|  | Jayson Tatum            |                  |                 | L |              |              |  |  |        |        |
|  | Domantas Sabonis        | W                |                 |   |              |              |  |  |        |        |
|  | Domantas Sabonis        | W                |                 |   |              |              |  |  |        |        |